# 金秀學

金秀學（김수학，1942年9月11日—），北韓政治家，曾任職保健部（衛生部）部長、朝鮮勞動黨中央委員會候補委員及最高人民會議代議員。

## 生平
金秀學於咸興醫科大學畢業，後於1990年成為紅十字會醫院院長，並當選為最高人民會議代議員。兩年後，被委任為保健部的局長，及入選黨中央委員會候補委員名單。1994年7月，最高領導人金正日離世，金秀學被任命為治葬委員會成員。1998年，他連任為代議員。同年，晉升為保健部部長。之後，他曾多次到訪中國。2003年，第三度出任代議員一職外，也留任為保健部部長。2006年10月，離任部長一職，連任人為崔昌植。2010年中，黨中央委員會候補委員一職免任。此後，再沒有他的消息。

## 資料來源
1. 1 2 3 4  .   [2014-05-31]. （原始内容存档于2019-07-01）.
2. ↑  "李鹏会见朝鲜最高人民会议代表团团长金秀学" （页面存档备份，存于） 《人民日報》 2002 4 18